# 黒川出入口
黒川出入口（くろかわでいりぐち）は、愛知県名古屋市北区にある名古屋高速道路1号楠線のインターチェンジ。中央にあるビルは、名古屋高速道路公社の黒川ビル。
名古屋高速道路では初のフルインターチェンジである。

## 道路
- 名古屋高速1号楠線[1]

## 接続する道路
- 名古屋市道東志賀町線[1]
- 国道41号[1]

## 料金所

### 楠・都心環状方面
- レーン数：2
  - ETC専用：1
  - 一般：1

## 歴史
- 1997年（平成9年）10月13日：開通[1]。

## 利用台数
名古屋市統計年鑑による利用台数の推移は次の通りである。
| 1997年（平成09年）度 | 0609927台 |  |
| 1998年（平成10年）度 | 1500652台 |  |
| 1999年（平成11年）度 | 1624745台 |  |
| 2000年（平成12年）度 | 1631795台 |  |
| 2001年（平成13年）度 | 1787534台 |  |
| 2002年（平成14年）度 | 2074480台 |  |
| 2003年（平成15年）度 | 1986115台 |  |
| 2004年（平成16年）度 | 1906001台 |  |
| 2005年（平成17年）度 | 1935915台 |  |
| 2006年（平成18年）度 | 1985106台 |  |
| 2007年（平成19年）度 | 1848199台 |  |
| 2008年（平成20年）度 | 1646576台 |  |
| 2009年（平成21年）度 | 1594921台 |  |
| 2010年（平成22年）度 | 1641192台 |  |
| 2011年（平成23年）度 | 1598252台 |  |
| 2012年（平成24年）度 | 1604460台 |  |
| 2013年（平成25年）度 | 1666830台 |  |
| 2014年（平成26年）度 | 1658150台 |  |
| 2015年（平成27年）度 | 1719877台 |  |
| 2016年（平成28年）度 | 1737178台 |  |
| 2017年（平成29年）度 | 1742142台 |  |
| 2018年（平成30年）度 | 1817214台 |  |
| 2019年（令和01年）度 | 1765218台 |  |
| 2020年（令和02年）度 | 1606273台 |  |
| 2021年（令和03年）度 | 1761948台 |  |
| 2022年（令和04年）度 | 1848586台 |  |

## 備考
- 狭い敷地に設けられた[2]フルインターチェンジ[1]。出入口と南行本線の高低差が約24 mあるため、ツインループ式のインターチェンジとなっている[1]。
- カーブが急なので、通常インターチェンジでは60km/h規制だが、30km/h規制となっている。
- 2005年の中部国際空港開港前は、管理用施設の出入口に高速黒川バス停が併設されており、名古屋駅 - 名古屋空港間連絡バス（名鉄バス）の一部が停車していた。現在は使用されていない。

## 周辺
- 名古屋高速道路公社黒川ビル（ネックス・プラザ）
- 名古屋市北区役所
- 黒川
- 名古屋市立金城小学校
- 名古屋市立八王子中学校
- 北警察署
- 名古屋市営地下鉄名城線 - 黒川駅

## 隣
名古屋高速1号楠線
東片端JCT - (101)東片端入口 - (102,103,112,113)黒川出入口 - 楠TB - (104,114)楠出入口

### 通行台数
1. 1 2 3 4 5 6 7 8 9 10  “名古屋市統計年鑑平成8年版以降　11-17.名古屋高速道路の車種、料金所別利用台数” (xls). 名古屋市公式ウェブサイト.   名古屋市. 2025年2月9日閲覧。
2. 1 2 3 4  名古屋市総務局企画部統計課統計係 (2008年8月28日). “平成13年版名古屋市統計年鑑　11.運輸・通信 11-14.名古屋高速道路の車種別、料金所別利用台数” (XLS).   名古屋市. 2015年9月4日閲覧。
3. 1 2 3  名古屋市総務局企画部統計課統計係 (2008年8月28日). “平成16年版名古屋市統計年鑑　11.運輸・通信 11-14.名古屋高速道路の車種別、料金所別利用台数” (XLS).   名古屋市. 2015年9月4日閲覧。
4. 1 2 3  名古屋市総務局企画部統計課統計係 (2008年8月28日). “平成19年版名古屋市統計年鑑　11.運輸・通信 11-14.名古屋高速道路の車種別、料金所別利用台数” (XLS).   名古屋市. 2015年9月4日閲覧。
5. 1 2 3  名古屋市総務局企画部統計課統計係 (2011年3月28日). “平成22年版名古屋市統計年鑑　11.運輸・通信 11-14.名古屋高速道路の車種別、料金所別利用台数” (XLS).   名古屋市. 2015年9月4日閲覧。
6. 1 2 3  名古屋市総務局企画部統計課統計係 (2014年9月22日). “平成25年版名古屋市統計年鑑　11.運輸・通信 11-14.名古屋高速道路の車種別、料金所別利用台数” (XLS).   名古屋市. 2015年9月4日閲覧。
7. ↑  名古屋市総務局企画部統計課統計係 (2015年3月24日). “平成26年版名古屋市統計年鑑　11.運輸・通信 11-14.名古屋高速道路の車種別、料金所別利用台数” (XLS).   名古屋市. 2015年9月4日閲覧。